# یواس‌اس افینگهام (۱۷۷۷)
یواس‌اس افینگهام (۱۷۷۷) (به انگلیسی: USS Effingham (1777)) یک کشتی بود.